# Alidade

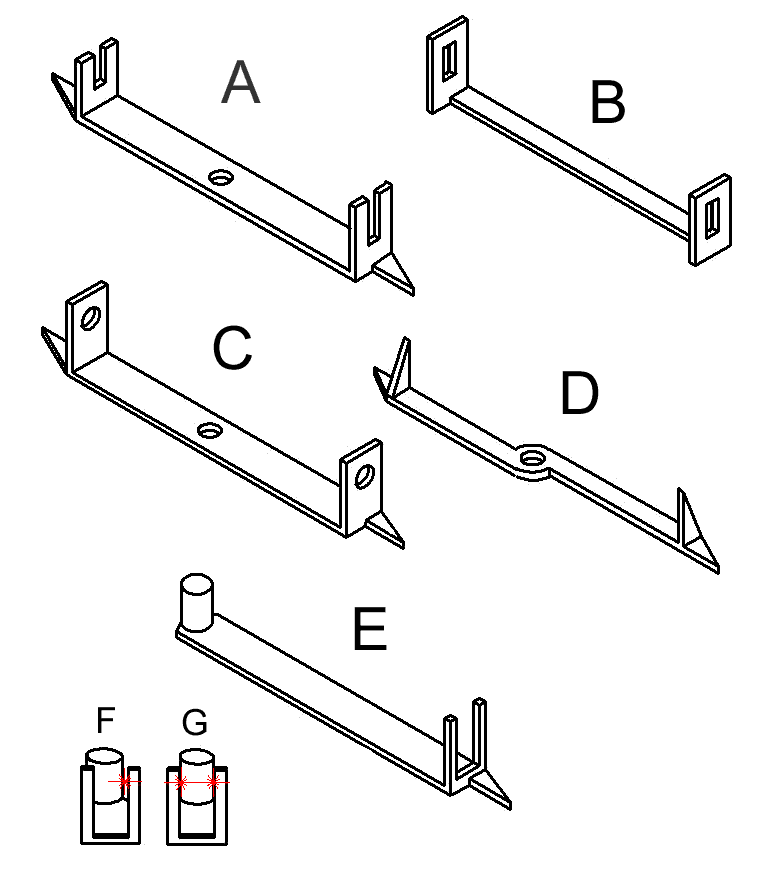
Différents types d'alidade à pinnules

Une alidade (de l'arabe العضادة, al-idhâdah, « réglette ») est une réglette mobile en rotation autour de l'axe vertical ou horizontal d'un instrument permettant la mesure d'angle. Cette réglette est équipée d'un système de visée qui peut être une lunette ou une pinnule de visée à chaque extrémité.
Une alidade est utilisée en travaux publics et en navigation pour se repérer, ou encore en artillerie pour fixer l'axe du fût du canon.
De ce mot dérive « théodolite », longtemps attribué à tort à l'anglais puis au grec, alors qu'il est issu de la même racine arabe, corrompue par emprunt et réemprunt entre l'anglais et le français.

## Métrologie des angles

### Principe du positionnement grâce à une alidade
Si l'alidade est horizontale et tourne autour d'un axe vertical, c'est une alidade azimutale qui mesure l'azimut {\displaystyle \phi }, compté à partir du Nord.
Si l'alidade est verticale et tourne autour d'un axe horizontal, c'est  une alidade de hauteur qui mesure {\displaystyle \theta } (de 0 à 180°), l'angle avec  le zénith.
Ces 2 angles {\displaystyle \phi } et {\displaystyle \theta }, joints à la distance {\displaystyle OM=r} à l'origine, donnent les coordonnées dites sphériques d'un point dans le référentiel de l'alidade.

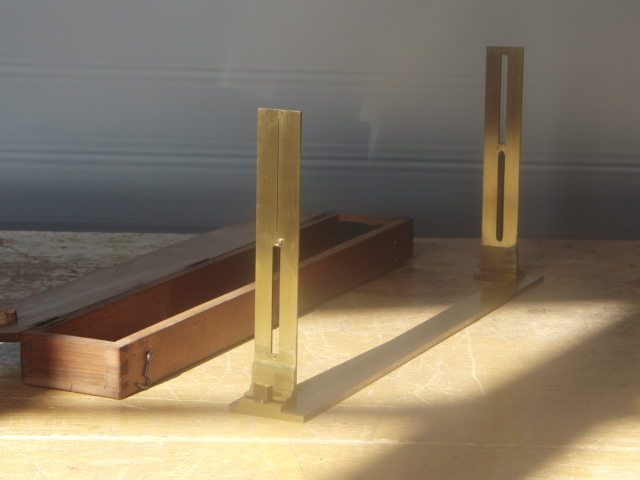
Alidade horizontale à pinnules.
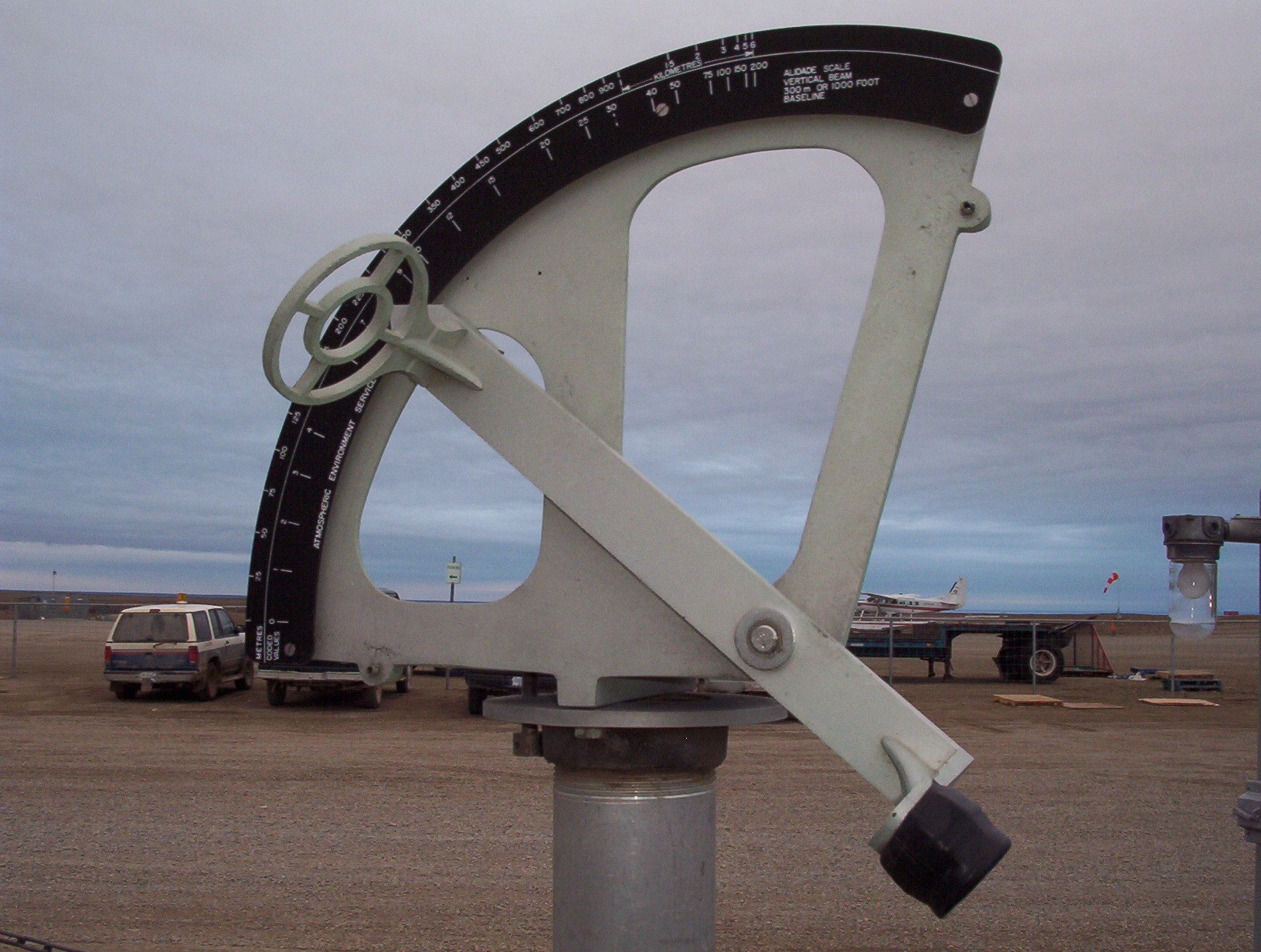
Alidade de hauteur (sur un goniomètre météorologique).

### Histoire des alidades
Pour viser une étoile, il suffit de matérialiser un rayon à son arrivée : la ligne ainsi tracée est une alidade ; Hipparque améliora leur précision à l'aide de pinnules
Historiquement, avant l'invention de la lunette en 1609, et son utilisation par Galilée en astronomie en 1610, on se servait d'alidade à pinnules : Tycho Brahe est sans conteste le dernier[Information douteuse] et un des plus grands observateurs du ciel avec l'alidade à pinnules ; il arrivait à donner une précision de l'ordre de la minute d'angle.
L'oculaire de Christiaan Huygens, avec son réticule, va apporter un immense progrès ; puis Adrien Auzout (1622-1691) permettra, par son astucieux réglage de micromètre à fils réglables, d'atteindre les secondes d'arc : la précision est ensuite limitée par les tavelures (« speckle » en anglais), expliquée par l'interférométrie des tavelures, et non pas par la diffraction d'Airy.
On peut s'en affranchir en plaçant l'instrument en orbite, dans un satellite artificiel. La mission Hipparcos mesurait les angles au mas près (milliseconde d'arc).

## Diverses utilisations des alidades

### Alidade de navigation
Elle sert à mesurer la direction d'un objet (autre mobile, astre ou amer) sur le plan horizontal, par rapport à une direction de référence : 
- soit la ligne de foi du mobile de l'observateur et l'angle donné est un gisement ;
- soit le nord compas et l'angle mesuré est un azimut.

L'alidade est articulée sur une couronne graduée qui vient généralement se superposer au compas de navigation, mais qui peut être indépendante, on lui donne alors le nom de taximètre. La graduation 0° de la couronne étant réglée sur la ligne de foi du navire. Le viseur (l'alidade) est muni d'un réticule et d'un prisme permettant de lire soit la graduation du compas tout en visant l'objet, on lit alors un azimut compas, soit la graduation lue sur la couronne du taximètre, on lit alors un gisement.
voir : compas de relèvement

### Alidade degraphomètre
Une alidade de graphomètre sert à viser dans une direction de façon à mesurer un angle dans le plan horizontal.
C'est alors un axe métallique horizontal (AA) qui supporte à chaque extrémité une pièce verticale (BC) formée d’une fente verticale et d’un trou avec un fil vertical (la pinnule).
On se sert d’un niveau à bulle (NN) pour rendre horizontale l’alidade (AA) par exemple avec vis (V) de réglage.
On dirige l’alidade vers un objet lointain de sorte qu’en regardant par la fente de la pinnule, on aperçoive l’objet coupé par le fil qui traverse la fenêtre de la pinnule.

### Alidade degoniomètre

>Utilisation d'un Osborne Fire Finder, alidade utilisée aux États-Unis pour la déterminer la localisation des feux de forêt.

Un goniomètre (gonía en grec signifie angle), sert à mesurer les angles. Appareil inventé par le minéralogiste français Arnould Carangeot (1742-1806).[réf. nécessaire]
Dans le cas précis, l'alidade est réglée en position horizontale (pour des raisons pratiques de niveau à bulle) ; l'arête du prisme dont on veut mesurer l'indice est placée sur l'axe de l'alidade.
Une branche du compas porte une lampe dont le faisceau est focalisé selon un rayon horizontal par un trou (ou une fente) diaphragme et une lentille. L'autre branche porte une lunette d'axe horizontal avec un oculaire de Huygens (donc à réticule).
On peut ainsi mesurer, pour une lampe à mercure, l'angle de déviation pour chaque raie et donc connaître l'indice n pour chaque longueur d'onde (voir Dispersion de la lumière).
Les deux bras du compas dont on veut mesurer l'ouverture peuvent être fixés via un vernier au 1/30 de degré : il donne ainsi l'angle à 2 minutes près.

### Alidade d'horlogerie
Dispositif ajouté à un tour, pour pouvoir tailler des engrenages. L'alidade entraine une vis sans fin, qui engrène sur la broche du tour, et la fait tourner d'un certain angle correspondant au pas de la roue à tailler, par le biais de disques diviseurs préalablement choisis en fonction du nombre de dents de la roue.